# Mia Hermansson-Högdahl
Mia Hermansson-Högdahl (Gotemburgo, 6 de mayo de 1965) es una jugadora de balonmano sueca. Fue elegida Jugadora Mundial de Balonmano del Año 1994 por la Federación Internacional de Balonmano y miembro del Salón de la Fama de la EHF.

## Trayectoria
Con 225 internacionalidades y 1153 goles Hermansson-Högdahl es la jugadoras mas prolífica con la selección nacional sueca, de la que es máxima goleadora y la quinta en número de internacionalidades.
Fue elegida para el equipo mundial en 1987, 1991 y 1994. Como jugadora de club ganó la Champions League con el Hypo Niederösterreich dos veces (1993/94, 1994/95).
Empezó jugando en su Suecia natal hasta 1987 para después pasar al Byåsen IL noruego hasta el año 1992. Pero sus temporadas más exitosas fueron las comprendidas entre 1992 y 1996, que perteneció al todopoderoso Hypo austriaco, con el que ganó sus dos Champions.
Volvió a Byåsen IL noruego para retirarse, en la temporada 1999/00, con el Ferrobus Mislata, con el ganó la Copa EHF.

### Entrenadora
Fue entrenadora asistente del equipo femenino de balonmano de Noruega desde 2010 hasta 2020 con la que ha ganado 10 medallas en 13 campeonatos. Desde 2020 es la seleccionador juvenil noruega.

## Títulos y galardones

### Títulos con el club
- 2 x Champions League (1993/94, 1994/95)
- 1 x EHF Cup (1999/00)
- 1 x Liga Sueca (1986/87)
- 3 x Liga Noruega (1986/87, 1990/91, 1993/94)
- 3 x Copa Noruega (1987/88, 1989/90, 1997/98)
- 4 x Liga Austriaca (1992/93, 1993/94, 1994/95, 1995/96)
- 4 x Copa Austriaca (1992/93, 1993/94, 1994/95, 1995/96)

### Galardones individuales
- Jugadora mundial del año de la IHF (1994)
- Miembro del Salón de la Fama Europeo (2024)
- 2 x Máxima goleadora de la Liga Sueca (1984/85 y 1986/87)[7]
- 3 x All Star mundial (1986/87, 1990/91, 1993/94)

## Vida
Casada con el que fuera entrenador del Hypo Arne Högdahl, su hija Moa Högdahl también es balonmanista profesional y juega para el Viborg HK y el equipo nacional noruego de balonmano.